# Institut Valencià de Cultura
L'Institut Valencià de Cultura és una entitat de dret públic de la Generalitat Valenciana, adscrita a la conselleria amb competències en matèria de cultura, que té com a finalitat el desplegament i l'execució de la política cultural de la Generalitat Valenciana en tot allò que afecta el coneixement, la tutela, el foment, la conservació, la restauració, l'estudi, la investigació i la difusió de les arts escèniques, musicals i plàstiques en totes les seues varietats i els museus en particular, del patrimoni audiovisual i de la cinematografia i, en general, de tots els béns culturals integrants del patrimoni cultural valencià.
CulturArts Generalitat fou creada el 23 d'octubre de 2012 com a CulturArts Generalitat i és el resultat de la transformació de l'entitat de dret públic Teatres de la Generalitat i de l'ampliació dels seus fins amb l'assumpció de les entitats de dret públic Institut Valencià de la Música, Institut Valencià de l'Audiovisual i la Cinematografia Ricardo Muñoz Suay i l'Institut Valencià de Conservació i Restauració de Béns Culturals, així com l'assumpció de part de les funcions de la Fundació de la Comunitat Valenciana Palau de les Arts Reina Sofía i la Fundació de la Comunitat Valenciana La Llum de les Imatges.
El seu primer director general fou Manuel Tomás Ludeña, substituit en 2014 per José Luis Moreno Maicas, i en 2016 per Abel Guarinos Viñoles. En 2017 l'entitat va canviar el nom a Institut Valencià de Cultura i va reestructurar el seu personal, eliminant 11 places de treball de tasques burocràtiques o de xofers substituides per 13 de perfils artístics.

## Organització
Els òrgans de CulturArts Generalitat són:
- La Presidència.
- El Consell de Direcció.
- La Direcció General.
- El Consell Assessor